# Geschichtswerkstatt Saarbrücken
Die Geschichtswerkstatt Saarbrücken wurde 1989 als Geschichtsverein gegründet.
Seit 1989 gibt sie die Zeitschrift „Eckstein. Journal für Geschichte“ heraus. Die Zeitschrift ist benannt nach Nikolaus Warken, genannt Eckstein, einem Bergmann im Saarrevier. Im „Eckstein“ werden vor allem Beiträge zur saarländischen Alltags-, Regional-,  Industrie- und Frauengeschichte veröffentlicht. Mit Rezensionen von Büchern zur saarländischen Geschichte beteiligt sich die Geschichtswerkstatt an regionalgeschichtlichen Debatten.
Eine Kooperation besteht mit der Volkshochschule des Regionalverbandes Saarbrücken.